# Quimerc'h
Ne pas confondre avec le château et la seigneurie de Quimerc'h en Bannalec.
Quimerc'h [kimɛʁ] ou [kimɛx], officiellement Quimerch, est une ancienne commune du Finistère, qui fusionna en 1965 avec Pont-de-Buis et Logonna-Quimerc'h pour créer la commune de Pont-de-Buis-lès-Quimerc'h.
Albert Louppe y fut conseiller municipal à partir de 1888 puis maire jusqu’à sa mort en 1927.

## Géographie
Le signal de Quimerc'h, à 278 mètres d'altitude, domine les régions avoisinantes, le bassin de Châteaulin et la baie de Douarnenez au sud-ouest, la rade de Brest au nord-ouest, ainsi que le plateau du Léon plus au nord. Les pentes, descendant vers l'ouest, sont marquées : le Vieux bourg à l'est est vers 200 mètres d'altitude, alors que le nouveau bourg, situé plus en aval, est vers 120 mètres d'altitude.
Le nouveau bourg de Quimerc'h était desservi par la route nationale 170 de Quimper à Brignogan-Plages, à la fin du XIXe siècle et dans les deux premiers tiers du XXe siècle, transformée en route nationale 165 de Nantes à Brest désormais et devenue voie expresse dont le nouveau tracé évite désormais le bourg de Quimerc'h. La voie ferrée Brest-Quimper (ancienne ligne Savenay - Landerneau) passe à proximité, mais la gare de Quimerc'h a été transférée à Pont-de-Buis.

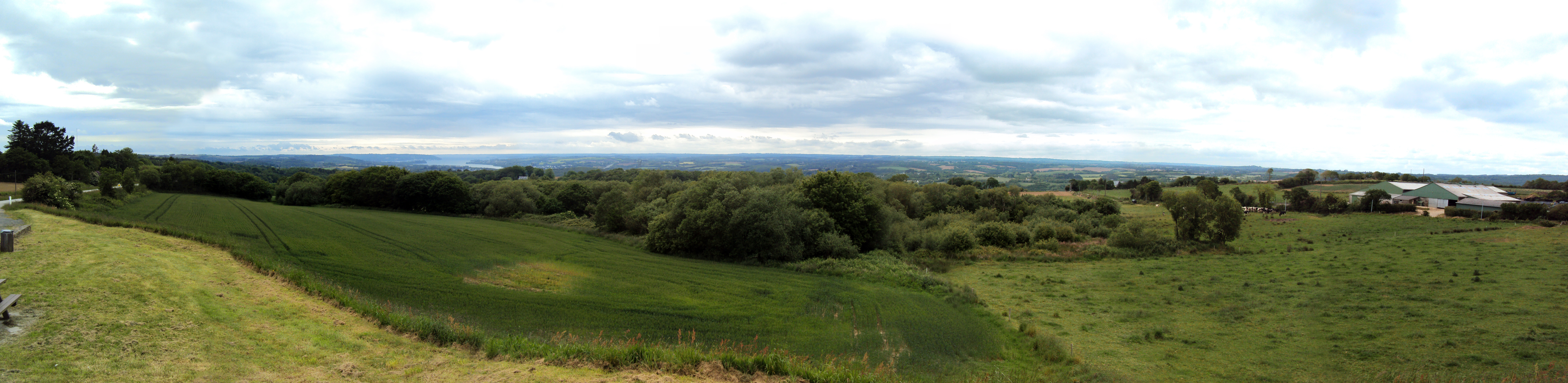
Vue panoramique depuis les hauteurs de Quimerc'h ; à l'arrière-plan, les méandres de l'Aulne.

## Histoire

### Étymologie et origines
Quimerch ou Quimerc'h proviendrait de Keinmerc'h, mot formé à partir des mots bretons kein (dos) et merc'h, pluriel de marc'h (cheval).
Un camp retranché celte, dit camp du Muriou, d'environ 100 mètres de côté, a été identifié à cheval sur les anciennes communes de Quimerch et Logona-Quimerch. Un moulin à bras gaulois, daté du Ve siècle, a aussi été retrouvé en 1949 à Keruel.
Quimerch se trouve sur un axe très ancien, une voie romaine qui partait de Vorgium (Carhaix) et passait par Collorec, Lannédern, Brasparts, le sud de la chapelle Saint-Sébastien et Quimerch, continuant par Rosnoën et Térénez où elle traversait l'Aulne, continuant ensuite par Tal-ar-Groas et Crozon jusqu'à la pointe de Dinan.
Les premières mentions écrites de Quimerc'h remontent au XIIIe siècle, en 1220 et en 1296 dans le cartulaire de Quimper.
Attention : La seigneurie de Quimerch est située à Bannalec et non dans la commune de Quimerch. Le poème d'Edmond Sautereau et les toiles de Camille Bernier évoquant Quimerch concernent cette seigneurie de Bannalec et non la commune de Quimerch.

### Le château ou manoir du Bot: des "du Bot" aux "Conen de Saint-Luc"
Le château ou manoir du Bot, dont le domaine s'étend sur Quimerch et Rosnoën, a longtemps été le fief de la famille du Bot dont la devise était : In te domine speravi ("En vous Seigneur est mon espoir").
L'existence du manoir est attestée dès 1426 et 1536 lors des montres et réformations de la noblesse du diocèse de Quimper. Even du Bot, écuyer, reçoit le manoir en héritage le 6 novembre 1460. Vers 1590, le manoir est victime d'un incendie, probablement lié aux combats des guerres de la Ligue dans le cadre desquels, en 1591, Jacques du Bot et Aufroi du Bot, son père, sont faits prisonniers par le duc de Mercœur et obligés de payer une rançon de 600 écus pour leur libération. Hervé du Bot, « chef de nom et d'armes du Bot, seigneur du dit-lieu et demeurant au manoir du Bot, paroisse de Quimerch » épouse vers 1670 Anne-Jacquette de Musuillac. Leur fils Jacques-Joseph du Bot, « demeurant en la paroisse de la Chandeleur de la ville de Quimper », seigneur du Bot et de Lochan, construit en 1730 le logis actuel qui reprend des éléments du manoir précédent. Il se marie le 16 juillet 1709 avec Gabrielle-Jeanne de la Rivière de Saint-Germain. Le couple eut sept enfants dont trois furent pages du Roi dans sa Grande Écurie : Hervé-Claude-Joseph-Marie du Bot, né le 19 mai 1710 ; François-Claude-Joseph du Bot, né le 2 janvier 1714 ; Jean-Louis du Bot des Salles, né le 13 juillet 1715. Une de leurs filles, Marie-Josèphe du Bot épouse le 1er mars 1738 dans la chapelle du manoir du Bot Louis Billouart de Kerlerec qui fut l'un de derniers gouverneurs de la Louisiane française entre 1753 et 1763. Un autre de leurs fils, Charles-Jacques du Bot (né le 17 février 1713, décédé le 13 avril 1758 à Brest), est capitaine des vaisseaux du Roi. Il mena des campagnes au Canada, en particulier contre la tribu indienne des Chicachas en 1749 et à l'Île Royale en 1758.

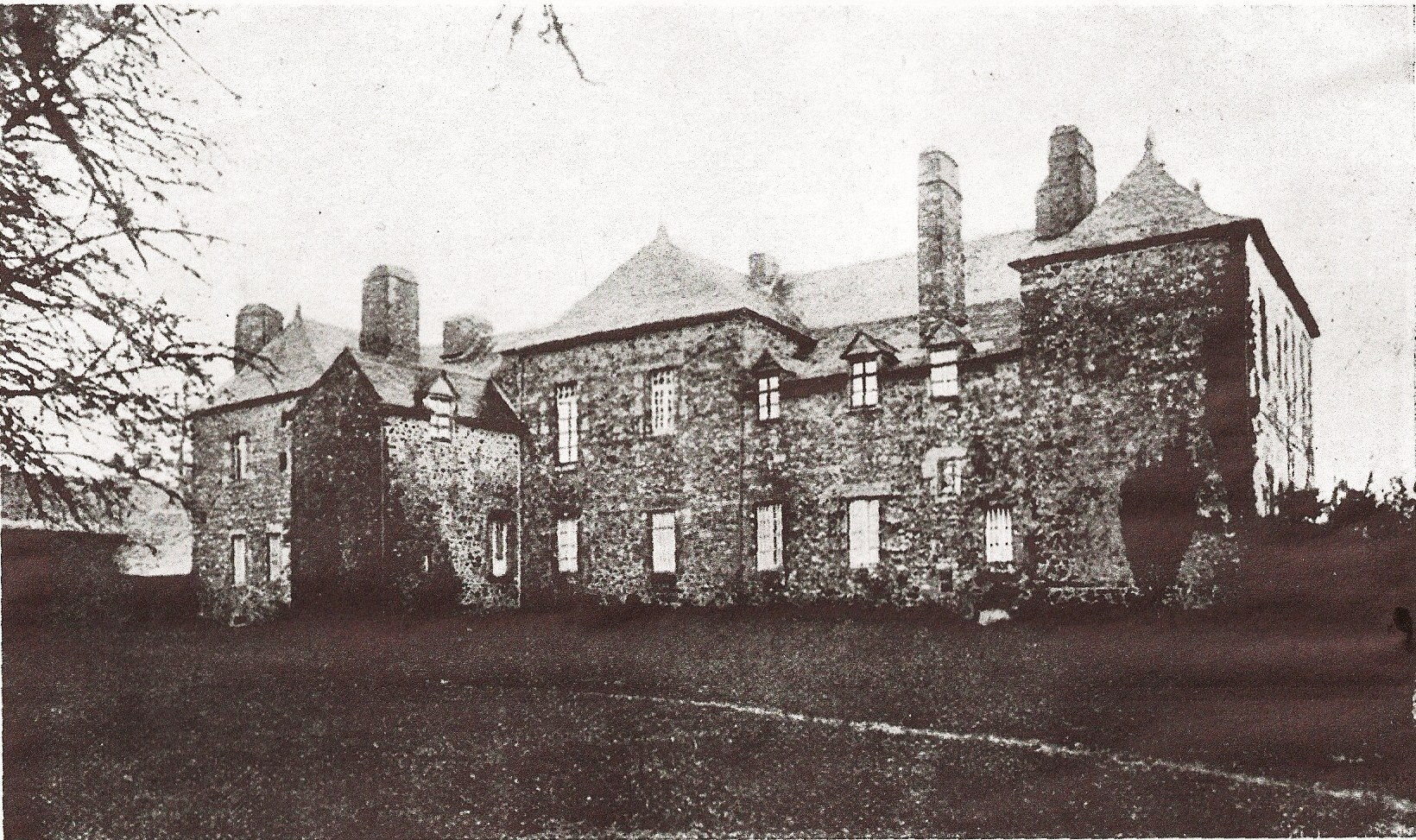
Le château du Bot au XIXe siècle (le côté des Bois)

Charles-Jacques du Bot se maria avec Charlotte-Élisabeth Barrin de la Galissonnière. C'est de leur union que naquit le 17 juillet 1743 au château du Bot à Quimerch Françoise-Marie du Bot. Son parrain est François Claude du Bot, seigneur de Brenolo, enseigne des vaisseaux du Roy.

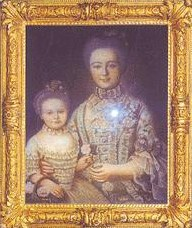
Portrait de Victoire Conen de Saint-Luc et de sa mère Françoise-Marie du Bot

Françoise-Marie du Bot épouse, âgée de 15 ans, le 25 décembre 1758 Gilles-René Conen, comte de Saint-Luc, né le 18 septembre 1721 à Rennes, conseiller au Parlement de Bretagne. Les Saint-Luc habitent Rennes où naissent sept enfants, dont l'un meurt en bas âge. Gilles de Conen de Saint-Luc, alors président à mortier du Parlement de Bretagne, mêlé à la lutte entre les États de Bretagne et le pouvoir royal, doit en 1774 démissionner et il se retire dans ses terres, au manoir du Bot  en Quimerc'h, se contentant désormais d'administrer son domaine et de consacrer une grande part de son temps aux dévotions, parfois en compagnie de son frère Toussaint, dernier évêque de Cornouaille. En octobre 1793, l'ancien président à mortier, son épouse Françoise-Marie du Bot et leur fille aînée Victoire Conen de Saint-Luc, née le 27 janvier 1752 à Rennes et religieuse au couvent des Dames de la Retraite à Quimper, sont arrêtés et emprisonnés à Carhaix, transférés à Quimper puis à Paris où ils sont écroués à la Conciergerie. Victoire est jugée « coupable d'avoir propagé des images du Sacré-Cœur, signe de ralliement des brigands de la Vendée ». Ils sont condamnés à mort et guillotinés le 19 juillet 1794. « Victoire a fait montre jusqu'à la fin d'un noble courage ».
Un autre de leurs enfants, Ange, né le 23 juillet 1767 à Rennes, émigré, participa au débarquement de Quiberon en 1795, et fut fusillé le 31 juillet 1795 à Auray. Le titre de comte de Saint-Luc échut alors au fils benjamin : Athanase Conen de Saint-Luc (né le 15 janvier 1769 à Rennes, décédé le 30 mai 1844 à Quimper). Athanase, officier de marine, après avoir émigré, rentre en France sous le Consulat. Royaliste, il n'agit cependant pas contre l'Empire. Il sera membre du conseil général du Finistère. Il fut élu à cinq reprises député (trois fois dans le Finistère, 2 fois dans les Côtes-du-Nord entre 1815 et 1830 et nommé six fois préfet entre 1811 et 1830 : nommé préfet du Finistère par Louis XVIII, il n'a que le temps de révoquer quelques maires quand revient Napoléon Bonaparte. Il démissionne, refusant de prêter serment à l'usurpateur. Au retour du roi, il est nommé préfet des Côtes-du-Nord, maintenant Côtes-d'Armor ; il fut aussi préfet du Lot, du Loir-et-Cher, de la Creuse, Mayenne. Lors de la Révolution de Juillet, Athanase de Saint-Luc se retire en son manoir du Bot en Quimerch et décède à Quimper en 1844.
L'un de ses fils, Émile Conen de Saint-Luc (né en 1812, décédé en 1888), qui vivait au château du Bot, fut maire de Quimerch entre 1876 et 1888.
Selon Jacques Cambry, pendant la Révolution française, la bibliothèque du château, riche de 2000 volumes, échappe au vandalisme, de même quantité de gravures, d'estampes, d'atlas et de plans divers ainsi que des instruments astronomiques et une soixantaine de tableaux parmi lesquels il distingue, à cause de leur qualité, quatre peintures hollandaises, un Poussin (ou une copie), un Péterneff et un Teniers.
En 1836, Émile Souvestre fait la description suivante du manoir du Bot : « Au sommet de la montagne du Bot, on jouit d'un spectacle merveilleux. Sur la droite, on a Rumengol, la forêt du Cranou, Hanvec avec ses montagnes tristes et polies, au-dessous de soi, la petite ville du Faou et les campagnes qui l'avoisinent, à gauche Landévennec, couvert de ses épais taillis, en face rivière du Faou, la rade de Brest, les îles qui bordent ses rivages et les ruisseaux qui viennent s'y jeter. »
La chapelle du manoir a été reconstruite après 1845 par Émile Conen de Saint-Luc, fils d'Athanase Conen de Saint-Luc, qui fut maire de Quimerch de 1876 à sa mort le 10 octobre 1888.

### DuXVIeauXVIIIesiècle

#### Les guerres de la Ligue et Sanzay de la Magnane
La tradition rapporte que, pendant les guerres de la Ligue, le comte de la Magnane, capitaine-ligueur, aurait construit (« en une seule nuit », ce qui est invraisemblable vu son étendue) un vaste camp retranché (« l'étendue de ce retranchement contient environ quatre journaux ») d'où il aurait pillé vers 1587-1593 une bonne partie de la Basse Cornouaille. Il est vrai que de cet endroit, il dominait toute la Basse-Bretagne.

« On voit encore, non loin du bourg de Quimerc'h, un camp retranché construit par les soldats envahisseurs. C'est de là qu'ils s'élançaient pour mettre le pays à feu et à sang ; lorsqu'ils revenaient le soir chargés de dépouilles,ils éclairaient leur marche par la lueur des incendies. Le sieur du Bot, fait prisonnier, ne put se racheter qu'en aliénant son domaine ; la ville du Faou fut surprise et saccagée. Les habitants des communes voisines vinrent attaquer le comte [Sanzay de la Magnane] et ses gens par deux endroits à la fois, les uns de côté de Léon, les autres du côté de Rosnoën. Des deux côtés, ils furent repoussés avec perte « plus vivement qu'ils n'étaient venus, et en fut fait une grande tuerie de plus de six à sept cents ». »

#### Un pays de landes
Vers 1715, les landes couvraient 1 000 journaux à Quimerch (3 000 journaux à Hanvec) selon un rapport d'un sénéchal de l'évêché de Quimper.
En 1759, une ordonnance de Louis XV ordonne à la paroisse de Quimerch de fournir 24 hommes et de payer 157 livres pour « la dépense annuelle de la garde-côte de Bretagne ».

### La Révolution française
La commune de Quimerc'h, créée en 1791 comme les autres communes de France, est formée de l'ancienne paroisse de Quimerc'h sans sa trève de Logonna-Quimerc'h devenue commune indépendante, mais en incluant toujours la majeure partie du hameau de Pont-de-Buis.
Le Doaré, recteur (curé) de Quimerc'h, prêtre réfractaire, s'exila en Espagne pendant la Terreur.

### LeXIXesiècle

#### Le transfert du bourg de Quimerc'h
Une demande de transfert du chef-lieu communal du bourg existant (actuel "Vieux bourg") vers Gars-ar-Goff (actuel "Nouveau bourg") se produit en 1873. Les avis des habitants sont partagés. Voici le rapport du Commissaire enquêteur, qui s'y montre favorable :

« Soixante et un dires émanant d'habitants ou de propriétaires de la commune de Quimerc'h ont été produits à l'enquête, ce qui témoigne de l'importance de la question à résoudre. Quinze seulement sont favorables au projet de déplacement du chef-lieu de la commune et de sa translation vers un point plus central, désigné par le village de Gars-ar-Goff. Quarante-six, c'est-à-dire la très grande majorité, lui sont contraires. Mais dans des questions de cette nature, on doit moins se préoccuper du nombre des déclarations que peser les motifs sur lesquels elles s'appuient ; il faut aussi rechercher la situation particulière des personnes qui les ont faites, pour apprécier si elles sont impartiales et basées sur des considérations d'intérêt général, ou si, au contraire, elles semblent inspirées par l'intention, le but unique de satisfaire un intérêt privé. Quand on passe en revue les noms des personnes qui ont déposé dans l'enquête, on remarque que presque toutes celles qui ont manifesté une opinion défavorable au déplacement du chef-lieu de la commune, habitent le bourg ou les villages environnants. (...) Il suffit de jeter les yeux sur le plan d'ensemble de la commune pour être frappé de ce fait considérable, que le chef-lieu actuel est situé tout à fait à son extrémité, dans la partie la plus inculte, la plus montagneuse, et qui est limitrophe de la commune de Lopérec. Ce n'est pas d'aujourd'hui que les habitants de la commune de Quimerc'h ont constaté tous les inconvénients de cette situation peu normale, et ont fait des efforts pour y mettre un terme. Il y a environ soixante-dix ans, le Conseil municipal a émis le vœu que le chef-lieu fût déplacé et transféré sur un point plus central. (...) Depuis cette époque, de nombreuses manifestations se sont produites, et notamment le 12 janvier 1870, une pétition signée par 45 habitants ou propriétaires. (...) Cela se comprend du reste facilement : le chef-lieu actuel étant très éloigné des principaux villages de la commune, quelques-uns en étant même distants de 9 ou 10 kilomètres, les communications avec lui sont très difficiles, surtout en hiver, époque de l'année où les chemins sont en général en mauvais état ; en présence de ces difficultés, les parents hésitent à envoyer leurs enfants à l'école primaire, la fréquentation des offices religieux devient plus rare.(...) Si l'existence de la grande route qui mène au bourg de Quimerc'h et la création récente d'une école de hameau au Pont-de-Buis ont atténué dans une certaine mesure les inconvénients de cet état de choses, il n'en reste pas moins assez grave pour qu'il soit urgent d'y remédier. Le déplacement du chef-lieu (...) à Goars-ar-Goff présenterait de nombreux avantages pour la généralité des habitants. En effet, ce village est situé à peu près au centre de la commune et très rapproché de la gare du chemin de fer d'Orléans. (...). »

Le coût du projet de transfert de 4 km du chef-lieu communal représenta un obstacle sérieux à sa réalisation, mais le même commissaire-enquêteur indique que « le côté midi de l'église paroissiale de Quimerc'h menace ruine et que l'autre partie de l'édifice se trouve dans un état de vétusté et de délabrement déplorable ». De plus « on ne peut pas laisser indéfiniment une commune de plus de 2000 âmes sans mairie ni maison d'école ». Par ailleurs, le comte Conen de Saint-Luc offre 15 000 francs pour le transfert.
Un décret du 21 novembre 1873 « transfère au lieu-dit Gars-ar-Goff le chef-lieu de la commune de Quimerch ». Désormais l'on parle du "Vieux bourg" et du "Nouveau bourg" de Quimerch.
Le "Vieux bourg" était alors peu peuplé : lors du recensement de 1866, la population agglomérée au chef-lieu n'était que de 154 habitants pour un total communal de 1 963 habitants.
L'école des garçons ouvre finalement en 1882, l'école des filles en 1890.

#### La visite de leurs Majestés impériales au château de Quimerch en 1858
il ne s'agit pas du château de quimerc'h près du Faou

#### La guerre de 1870
Jean Le Guéguen, né le 28 juin 1829 à Quimerch, fut gravement blessé pendant la guerre de Crimée : soldat au 2e voltigeur de la garde, il eût une partie de la mâchoire emportée dans la nuit du 22 au 23 mai 1855; évacué sur Constantinople, puis sur la France, il survécut et fut opéré à deux reprises au Val-de-Grâce.

#### L'arrêt en gare de Quimerch du maréchal Mac Mahon, président de la République (1874)
En août 1874, le maréchal Mac-Mahon, président de la République, en visite en Bretagne, prend le train entre Brest et Quimper en s'arrêtant de brefs instants à Landerneau, à Quimerch et à Châteaulin. Le journal Le Figaro décrit ainsi le bref arrêt à Quimerch :

« À Quimerch, un joueur de biniou a beaucoup amusé le Maréchal. Ce malheureux breton, se voyant observé par un aussi grand personnage, soufflait avec un entrain merveilleux. Si le train était resté en gare une minute de plus, l'instrument et le musicien éclataient. »

#### La rosière de Quimerch
À la fin du XIXe siècle et au début du XXe siècle, le conseil municipal de Quimerch choisissait chaque année une rosière : la tradition est attestée en 1897 (la rosière fut Adèle Riou) et en 1901 (Philomène Le Goff) ; en 1911, Marie Merrien, 20 ans, qui est élue. La lauréate avait déjà obtenu quelques années plus tôt du Conseil général du Finistère « une bourse entière à l'école de laiterie de Kerliver » (en Hanvec).
C'est à la suite d'un legs du comte Émile Conen de Saint-Luc, ancien maire de la commune, décédé en 1888, dont les intérêts sont d'un montant annuel de 500 francs, que la coutume est apparue dans la commune et qu'est décerné le titre chaque année à « la jeune fille la plus méritante ». Elle était l'occasion d'une fête lors du « Couronnement de la rosière » :

« Aujourd'hui dimanche a eu lieu à Quimerc'h le couronnement de la rosière. À dix heures, le cortège, partant de la mairie, s'est rendu à l'église où le couronnement a eu lieu par Mr Quenric, recteur. (...) À l'issue de la messe, des réceptions ont eu lieu à la mairie où un discours a été prononcé par M. Louppe, maire de Quimerc'h. Un banquet, offert par M. Louppe à ses conseillers et amis, a été servi dans une des salles d'école, où une quarantaine de convives étaient reçus. L'excellente musique de la Poudrerie du Pont-de-Buis prêta son concours à la fête. »

### LeXXesiècle

#### La modernité et ses dangers
« Deux accidents occasionnés par des machines à battre viennent de se produire dans la commune de Quimerch. L'un est arrivé au village de Kerguérec à un nommé Pierre Guillou, cultivateur à Kervic, lequel, pour s'assurer du bon fonctionnement de la machine, a voulu mettre une gerbe de froment dans la batteuse, mais, presque aussitôt, il a eu la main gauche complètement mutilée dans l'engrenage. L'autre s'est produit au village de Coatiscoul à M. Guillaume Guillou, âgé de 63 ans, cultivateur au même lieu. Celui-ci se trouvait chez son voisin Miossec lorsque tout à coup, pendant qu'il engrangeait le blé dans la batteuse, Guillou a eu la main droite prise et broyée dans l'engrenage. »

#### Description du costume traditionnel d'un paysan de Quimerch
Le journal Ouest-Éclair décrit ainsi, en 1933, le costume traditionnel d'un paysan de Quimerch (la photo illustrative est malheureusement de trop mauvaise qualité pour pouvoir être reproduite) :

« Sous la chupen dont le bas des manches est orné de velours et qui ne comporte pas de revers, le gilet largement échancré sur la chemise empesée et barré, ou plus exactement était barré jadis, par la ceinture roulée de laine bleue. Le chapeau au large et long ruban est remarquable par le relèvement de ses bords. Le pantalon en drap décoré, généralement dans les gris, rappelle celui du Morbihan. »

#### La Belle Époque
Le recteur de Quimerc'h écrit en 1903 : « À la campagne les enfants, parlant toujours le breton chez eux et avec leurs parents, n'apprennent à comprendre le français que vers l'âge de 13 ou 14 ans. C'est une des raisons pour lesquelles les parents aisés tiennent à envoyer leurs enfants dans les écoles de la ville, surtout chez les religieuses et les frères ».

#### Les guerres duXXesiècle
Les deux monuments aux morts de Quimerch portent les noms de 117 soldats morts pour la France morts pendant la Première Guerre mondiale et de 46 tués pendant la Seconde Guerre mondiale. Pierre Guéguin, né le 18 août 1896 à Quimerc'h, instituteur, militant communiste, maire de Concarneau et conseiller général du Finistère, est arrêté par les Allemands au début de mai 1941 et interné au camp de Choisel en Châteaubriant ; il fut l'un des 27 otages fusillés le 22 octobre 1941 en représailles après la mort de Karl Hotz dans la carrière de La Sablière à Châteaubriant. Son nom a été donné au lycée de Concarneau ainsi qu'à l'avenue principale de la ville. Albert Abalain, né le 13 janvier 1915 à Quimerch, réformé de la marine à Quimerch, responsable du Parti communiste français (PCF) clandestin à Brest, condamné à mort par un tribunal militaire allemand le 28 août 1943, fut fusillé au Mont-Valérien le 17 septembre 1943. Le 12 juillet 1944, des hommes du kommando de Landerneau attaquent le maquis du Bot, arrêtent et fusillent dans le bois du Bot Henri Cevaer ; son corps fut retrouvé affreusement mutilé.
Le 27 août 1943, un avion anglais mitraille vers 15h45 en gare de Quimerc'h un train de marchandises se dirigeant vers Brest. Un autre mitraillage de train de marchandises en gare de Quimerc'h se produit le 21 mai 1944.
Le 27 avril 1944, Jean Le Foll, membre du bataillon René Caro, membre du Parti communiste alors clandestin, et Roger Guéguen sont arrêtés par le SD de Landerneau (dit aussi kommando de Landerneau); emprisonné successivement à Landerneau, à Brest (prison de Pontaniou) et Quimper (prison Saint-Charles), ils sont condamnés à mort par le tribunal militaire allemand de Quimper et fusillés le 15 août 1944 à la pointe de Mousterlin en même temps que 13 autres résistants.
Le 6 août 1944, 14 personnes victimes d'une rafle dans un café et une boulangerie, sont fusillées dans le bourg de Quimerc'h contre le mur de l'école maternelle en représailles contre les activités des résistants du maquis de Penarpont en Pleyben, à la limite de Lothey, en particulier le déraillement d'un train de munitions allemandes à Quimerc'h ; parmi elles, Joseph Hellec, Louis Maisonneuve, Alain Couchouron, Louis Charles Morvan, etc,.

#### Radio Quimerc'h
En raison de l'emplacement et de l'altitude du "signal de Quimerch", un centre comportant deux émetteurs de radiodiffusion en ondes moyennes est mis en service le 20 mars 1946. C'est l'émetteur de "Radio-Quimerc'h", qui s'ajoute à celui de Rennes-Thourie mis en service avant la Seconde Guerre mondiale et diffuse le programme de "Radio-Bretagne" et à certaines heures les programmes parisiens de la Radio-Diffusion nationale (le "Programme National" futur France Culture sur un émetteur, le programme "Paris-Inter" futur France Inter sur l'autre fréquence). Dès le 21 décembre 1946, une émission spécifique en langue bretonne (dénommée "Radio Kimerch" par Per-Jakez Helias) est diffusée le samedi de 20 heures à 20H30 et des décrochages régionaux quotidiens d'une durée de 30 minutes sont créés à partir du 15 avril 1946 sur la fréquence de Paris-Inter. Chaque matin, "Radio-Quimerch" retransmet entre 8H30 et 9H15 un programme incluant la célèbre "météo marine" à destination des pêcheurs.
Avant la mise en service des émissions en modulation de fréquence, Radio Quimerc'h était le seul émetteur de radiodiffusion à émettre les programmes en langue bretonne jusqu'à la mise en service de l'émetteur de Roc Trédudon en 1959. Propriété désormais de Télédiffusion de France, le centre relaie de nos jours uniquement les programmes de France Info sur 1 404 kHz (avec le décrochage "Météo marine" propre au réseau ondes moyennes chaque matin de 06h45 à 06h55). L'autre émetteur qui relayait France Inter sur 1 071 kHz jusqu'en décembre 1996 a été démonté en septembre 2008.
C'est uniquement un centre émetteur de radiodiffusion, qui ne retransmet donc pas les programmes de télévision ; aucune émission radiophonique n'est non plus conçue à Quimerc'h, qui ne dispose pas de studios d'enregistrement.
Le 1er janvier 2016, la diffusion en ondes moyennes de France Info a pris définitivement fin à Quimerc'h comme dans le reste de la France. Cette technique de moins en moins intégrée dans les récepteurs par les industriels et le nombre d'auditeurs à l'écoute en baisse constante, a fait des ondes moyennes un procédé de diffusion marginal. L’arrêt de ce mode de diffusion participe également de la mise en œuvre du plan d’économies prévu dans la trajectoire financière de Radio France.

## Évolution démographique
| 1793  | 1800  | 1806  | 1821  | 1831  | 1836  | 1841  | 1846  | 1851  |
| ----- | ----- | ----- | ----- | ----- | ----- | ----- | ----- | ----- |
| 1 212 | 1 389 | 1 464 | 1 485 | 1 601 | 1 700 | 1 700 | 1 769 | 1 901 |

| 1856  | 1861  | 1866  | 1872  | 1876  | 1881  | 1886  | 1891  | 1896  |
| ----- | ----- | ----- | ----- | ----- | ----- | ----- | ----- | ----- |
| 1 802 | 1 777 | 1 849 | 1 750 | 1 756 | 1 968 | 1 963 | 2 107 | 2 236 |

| 1901  | 1906  | 1911  | 1921  | 1926  | 1931  | 1936  | 1946  | 1954  |
| ----- | ----- | ----- | ----- | ----- | ----- | ----- | ----- | ----- |
| 2 418 | 2 586 | 2 649 | 2 662 | 2 513 | 2 420 | 2 421 | 2 684 | 1 172 |

| 1962  | - | - | - | - | - | - | - | - |
| ----- | - | - | - | - | - | - | - | - |
| 1 125 | - | - | - | - | - | - | - | - |

Commentaire : La création en 1949 de la commune de Pont-de-Buis et la fusion de Quimerch avec Logonna-Quimerch et Pont-de-Buis survenue en 1965 perturbent l'analyse de l'évolution démographique de Quimerch. Pour la période 1793-1946, l'on constate une augmentation continue de la population dans la première moitié du XIXe siècle, la commune gagnant 689 habitants entre 1793 et 1851, soit = 56,8 % en 58 ans ; le troisième quart du XIXe siècle est par contre marqué par une quasi stagnation démographique par delà une évolution en dents de scie, la population de 1886 étant de peu supérieure à celle de 1851. La période 1886-1921 correspond à un nouvel essor démographique (la commune gagne à cette époque 699 habitants (+ 35,6 %) en 35 ans. Cette évolution atypique par comparaison avec la plupart des communes rurales avoisinantes en proie à l'émigration à la même période s'explique pour l'essentiel par l'industrialisation du hameau de Pont-de-Buis et en particulier la présence de la poudrerie : la commune gagne des habitants pendant la Première Guerre mondiale, et aussi pendant la Seconde Guerre mondiale alors que l'entre-deux-guerres est à nouveau une période de léger déclin. Le maximum démographique est d'ailleurs atteint au lendemain de la Seconde Guerre mondiale : 2 684 habitants en 1946. La population communale a alors plus que doublé par rapport au premier recensement de 1793.
Les résultats des recensements, enregistrant le total de la population communale, ne montrent pas les évolutions internes survenues : déclin du "Vieux bourg" par rapport au "Nouveau bourg" depuis le transfert du chef-lieu communal en 1873 et augmentation du poids démographique du hameau de Pont-de-Buis en raison de son industrialisation, ce hameau devenant plus peuplé que le chef-lieu communal de Quimerch, ce qui explique sa scission et l'accès de Pont-de-Buis au statut de commune indépendante en 1949. Ceci explique qu'en 1954, la commune ait perdu plus de la moitié de ses habitants par rapport à 1946. Par un curieux retournement de l'histoire, la fusion communale survenue en 1965 sous le nom de Pont-de-Buis-lès-Quimerch masque en fait l'annexion de l'ancien chef-lieu, ainsi que celle de Logonna-Quimerch, par Pont-de-Buis, devenu le chef-lieu de la commune fusionnée.

## Administration
| Période | Période | Identité                 | Étiquette   | Qualité                                                                                               |
| ------- | ------- | ------------------------ | ----------- | --- |
| 1794    | 1820    | Denis Colliguet          |             | |
| 1820    | 1847    | Jean Colliguet           |             | Fils de Denis Colliguet                                                                               |
| 1850    | 1861    | Rolland                  |             | |
| 1861    | 1876    | Nicolas Caër             |             | |
| 1876    | 1888    | Émile Conen de Saint-Luc |             | Comte du Bot                                                                                          |
| 1888    | 1892    | Jacques Poulmarc'h       |             | |
| 1892    | 1927    | Albert Louppe            | Républicain | Ingénieur, conseiller général, président du conseil général, député (1914-1918), sénateur (1921-1927) |
| 1927    | 1935    | Jacques Goavec           |             | |
|         |         |                          |             | |
| 1941    | 1944    | Jacques Goas             |             | |
| 1944    | 1947    | Yves Kerdraon            |             | |
| 1947    | 1952    | Robert Declercq          |             | chef du centre émetteur de Radio Quimerc'h                                                            |
|         |         |                          |             | |
| 1963    | 1965    | Jean Riou                |             | Dernier maire de Quimerc'h                                                                            |

## Monuments et sites
- Au "Vieux bourg" de Quimerch : 
  - L'ancien enclos paroissial :
    - L'église Saint-Pierre, de style gothique flamboyant, désormais en ruine, correspond à l'ancienne église paroissiale, qui perdit ce rôle en 1877 lors du transfert du bourg. Les parties les plus anciennes de l'église remontent au milieu du XVe siècle. Le chœur avec l'enfeu des seigneurs du Bot ainsi que le bras sud en sont les principaux vestiges[47]. Elle abritait autrefois des pierres datées de 1511 et 1584 (dérobées) [48]. L'autorisation de démolir et de vendre les pierres de l'église est accordée en 1931[49].
    - L'ossuaire, construit en 1579, était complètement en ruines ; restauré en 1990, il est classé comme monument historique depuis 1966. De forme rectangulaire, à toit à deux pans, sa façade principale est animée de cinq arcades en plein cintre avec de part et d'autre deux bénitiers[50].

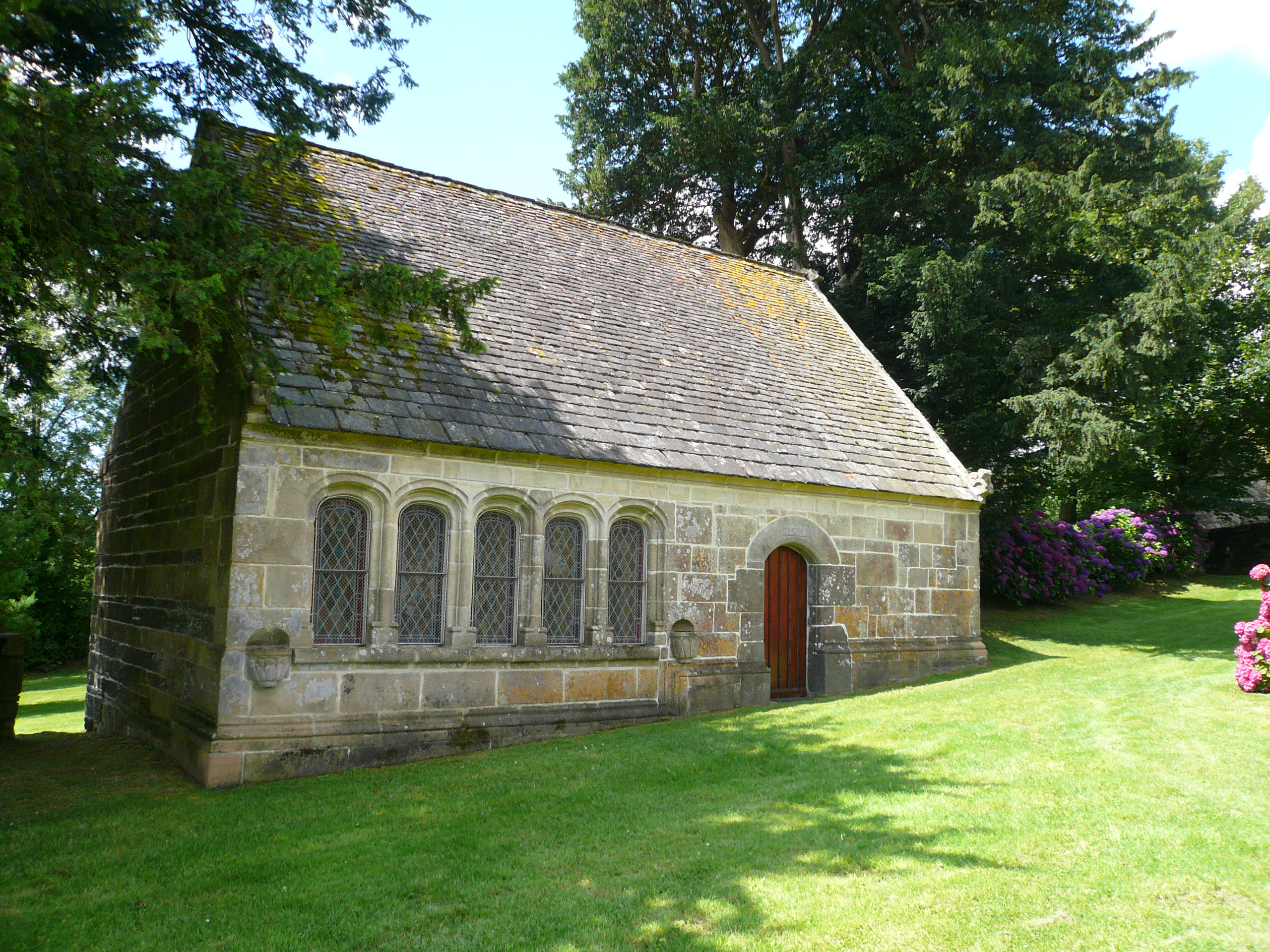
Ancien ossuaire dans l'enclos paroissial du Vieux-Bourg
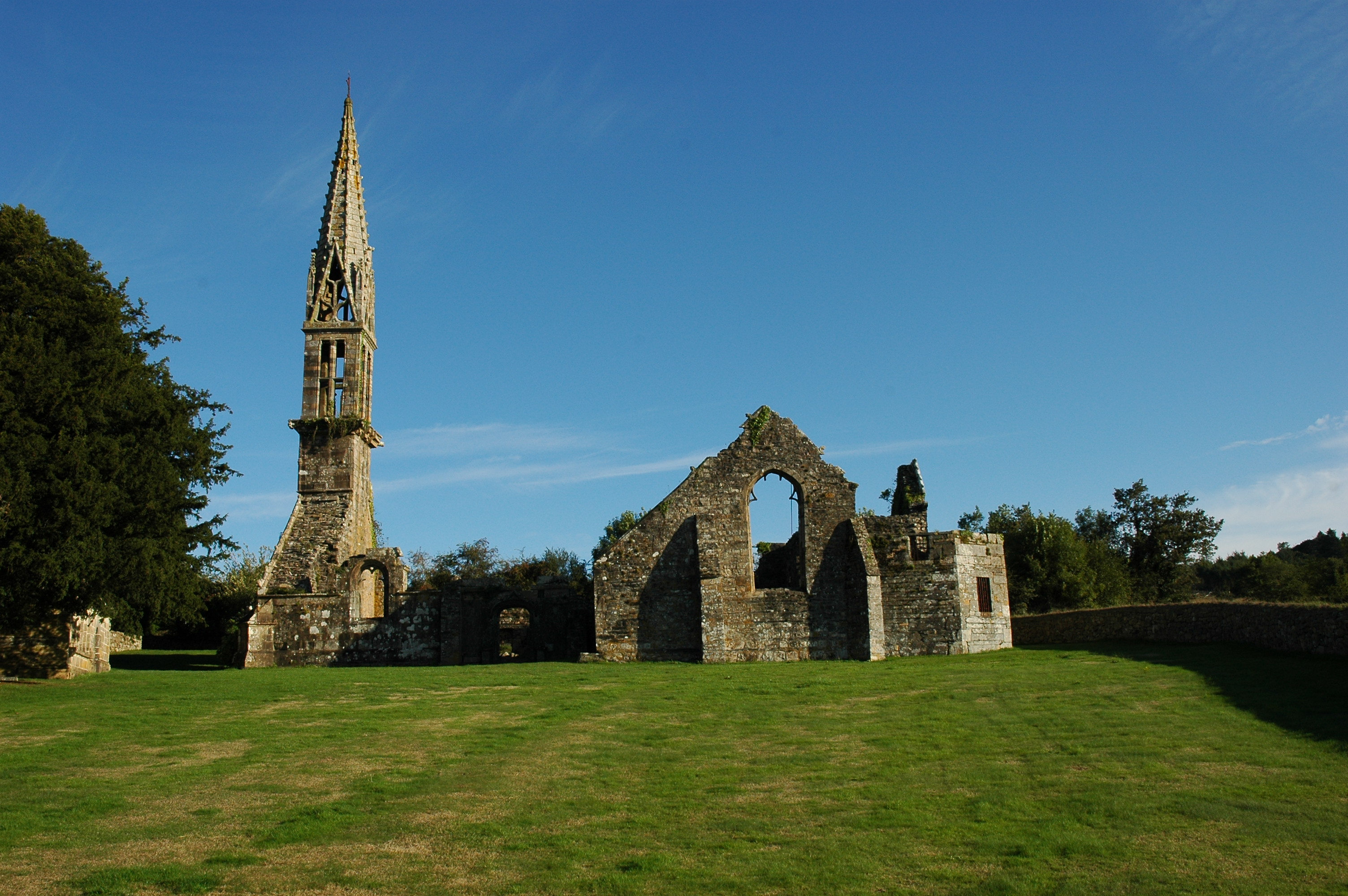
L'enclos paroissial du Vieux bourg de Quimerch
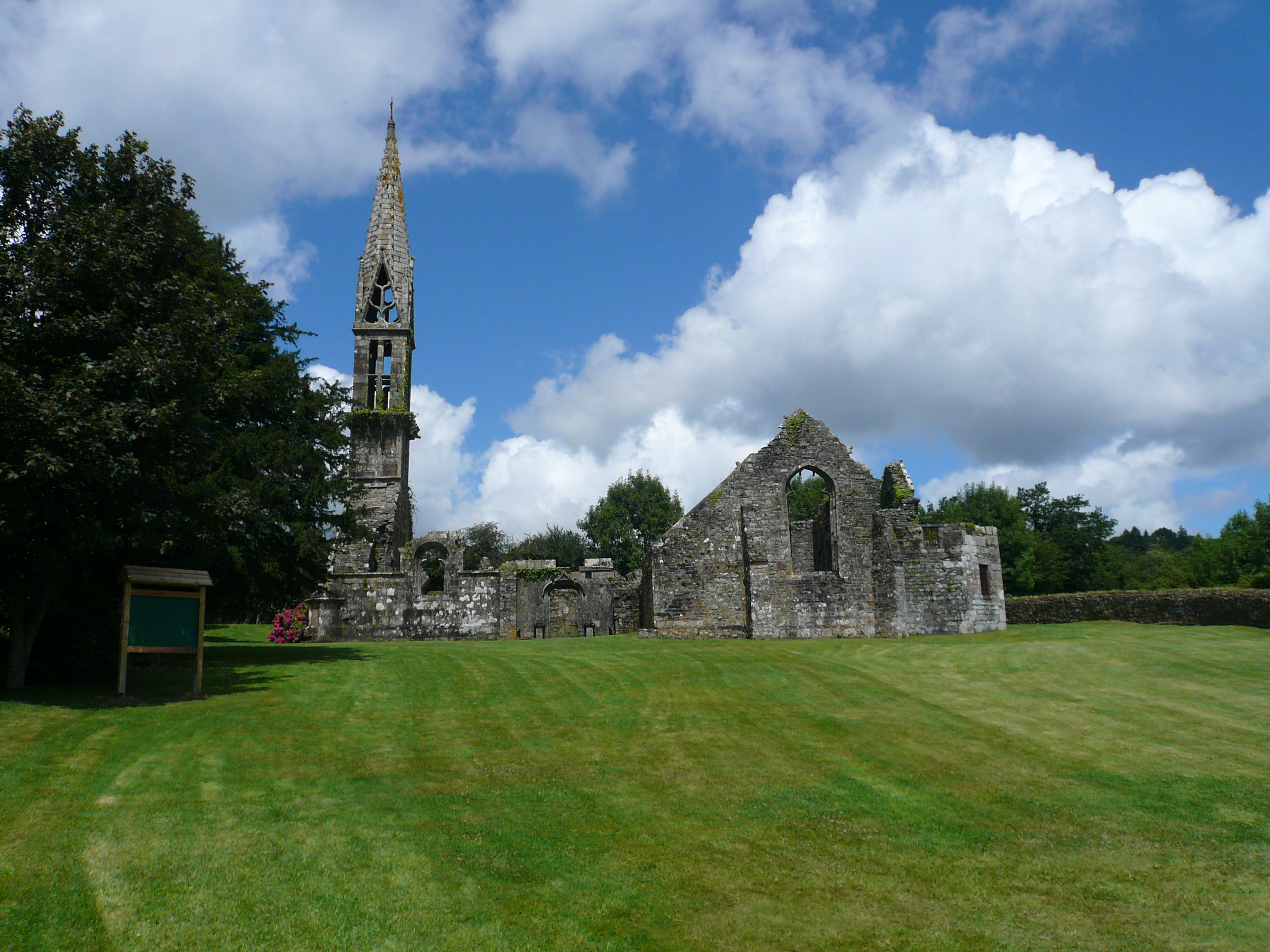
Vieux bourg de Quimerch : ruines de l'église Saint-Pierre
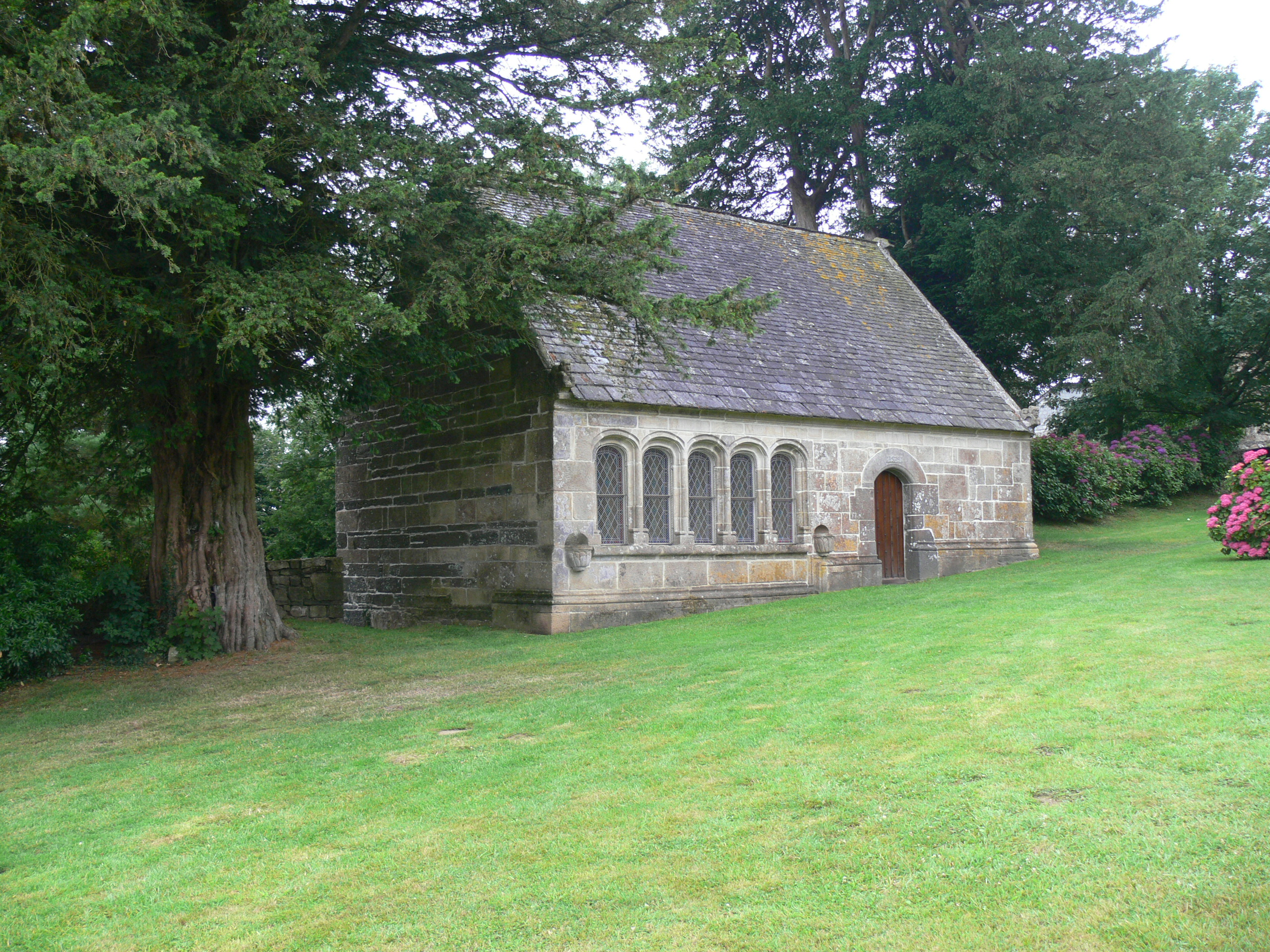
L'ossuaire (restauré en 1990) du Vieux bourg de Quimerch 1
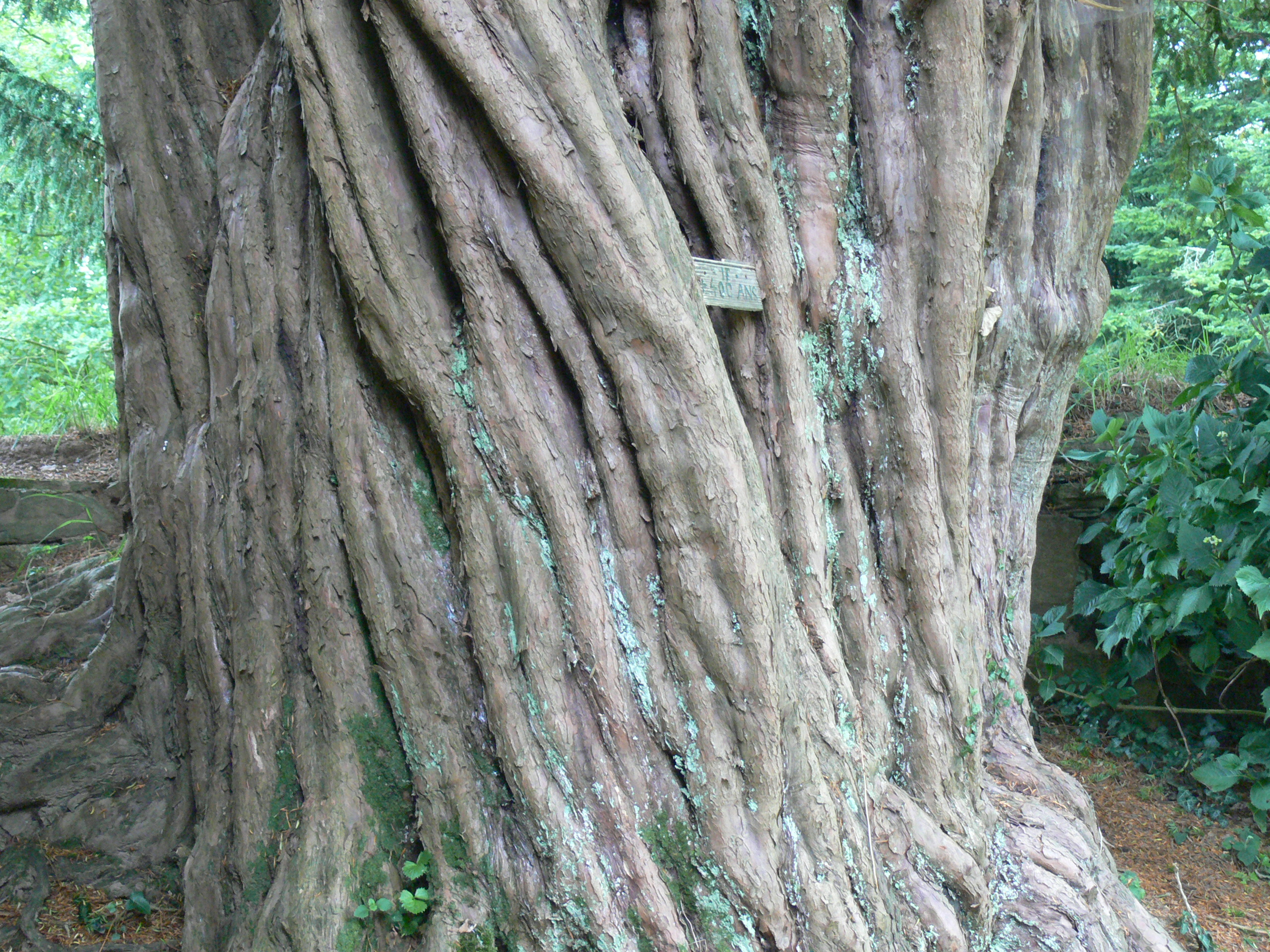
Vieux bourg de Quimerch : tronc d'un if plus de quatre fois centenaire dans l'enclos paroissial

- - La chapelle Saint-Léger (XVe siècle-XVIIIe siècle) est située à faible distance du "Vieux bourg", au fond d'un vallon boisé très encaissé auquel on accède par un chemin depuis la route départementale 21 menant à Brasparts. Le retable du maître-autel date du XVIIIe siècle (« un retable architecturé à niche centrale encadrée de colonnes et flanquée de deux ailes abritant des statues. Il est couronné d'une niche abritant une statue de l'enfant Jésus »[51]) . La chapelle abrite des statues de saint Léger, saint Sébastien, saint Jean, etc. et une Vierge-Mère. Elle a été récemment restaurée par l'association "Sites et Monuments de Pont-de-Buis-lès-Quimerch". Un "pardon de saint Léger" s'y déroule chaque année. Une fontaine se situe à proximité ainsi qu'un calvaire en pierre de Kersanton daté de 1698 représentant sur une de ses faces le Crucifix entre la Vierge et saint Jean, de l'autre saint Léger entre saint Pierre et une sainte non identifiée[52]. Une table d'offrandes se trouve aussi à proximité[53]. Un dessin d'Yvonne Jean-Haffen représentant la fontaine Saint-Léger est consultable sur la base Joconde[54].

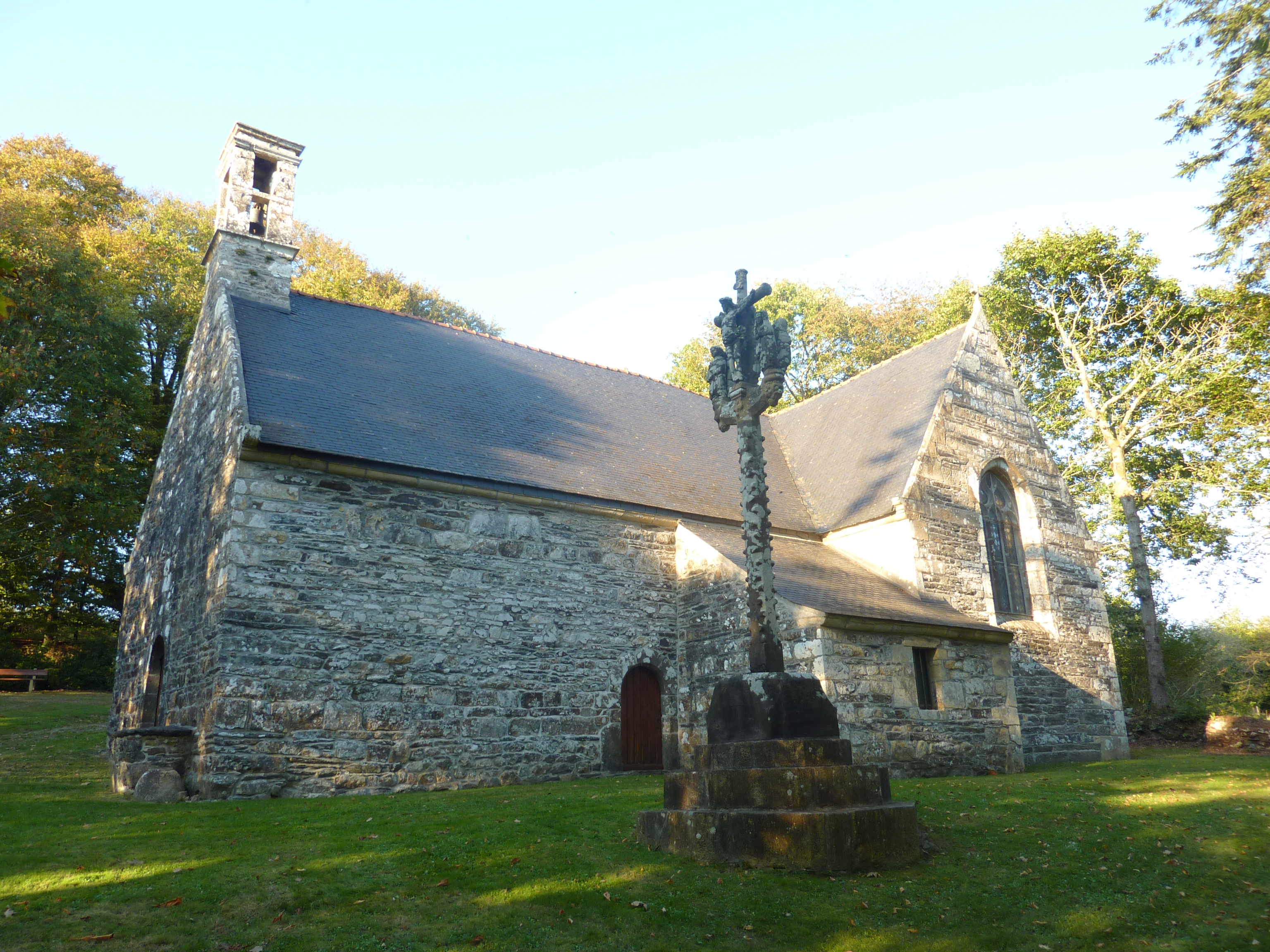
Quimerch : la chapelle Saint-Léger.
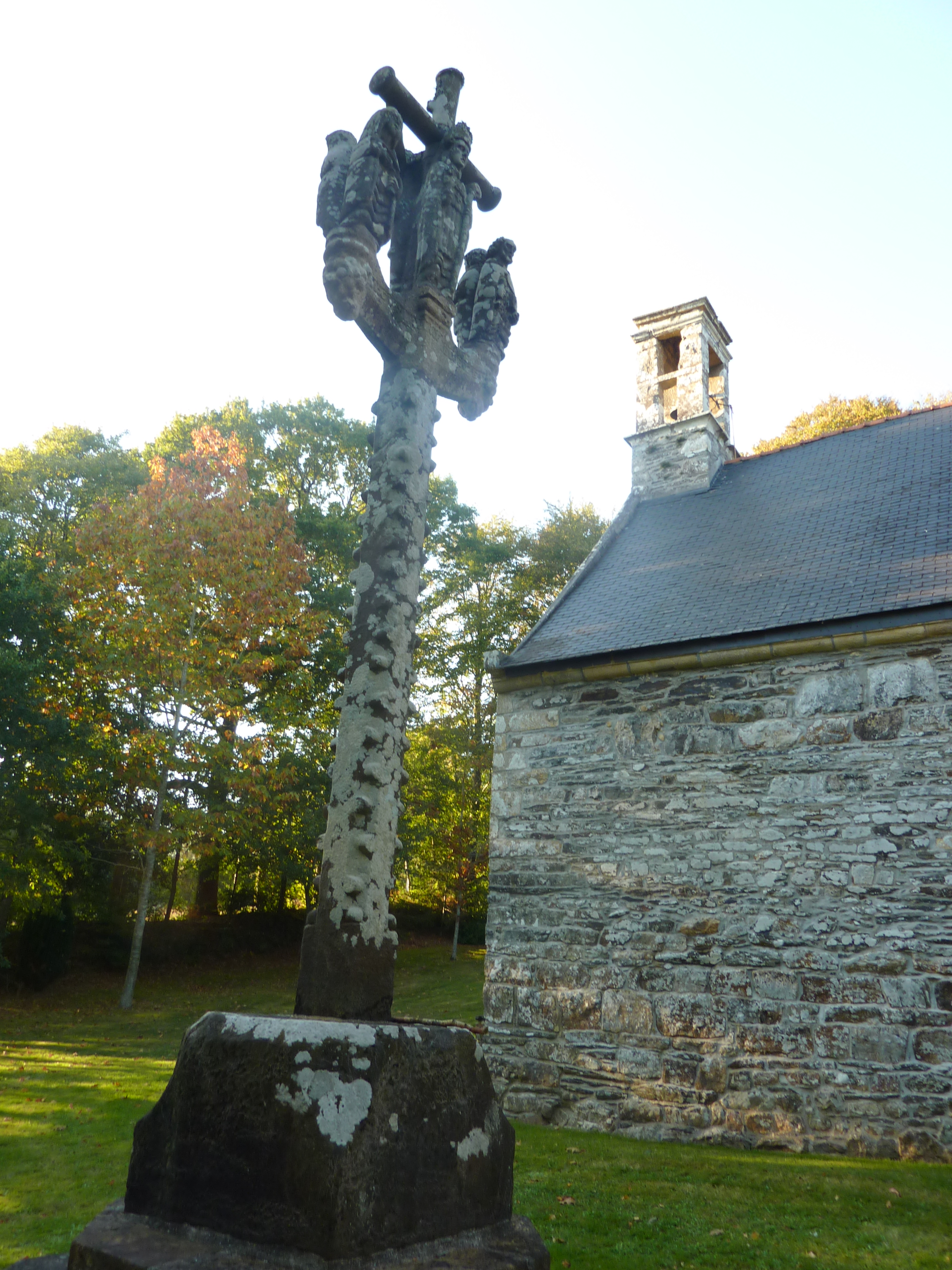
Quimerch : le calvaire de la chapelle Saint-Léger.
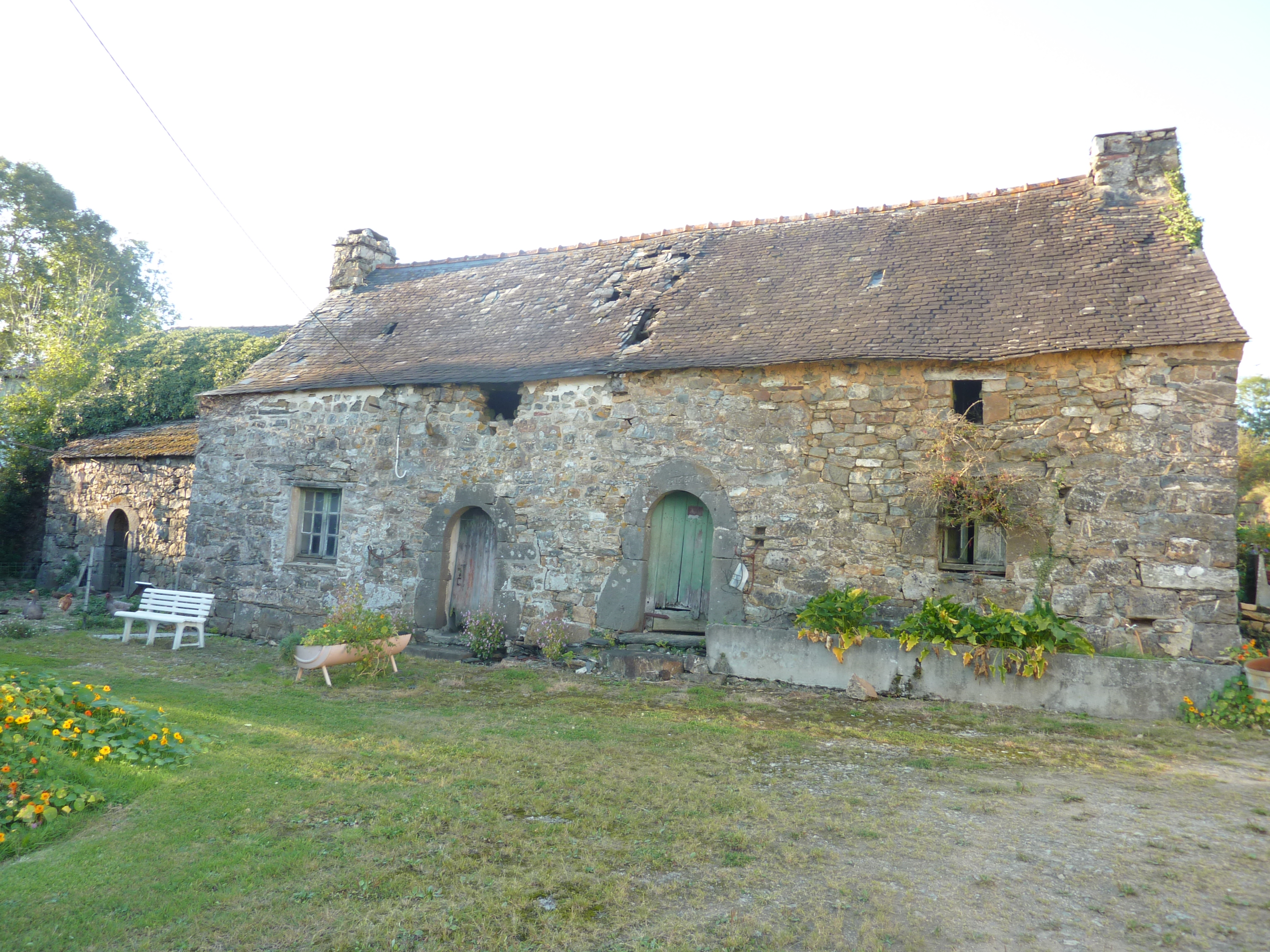
Quimerch : maisons en ruines dans le hameau de Saint-Léger.

- Au "Nouveau bourg" de Quimerch :
  - L'église du Sacré-Cœur (XVIIe siècle-XIXe siècle) : achevée vers 1878 (architecte Jules Boyer, entrepreneur Gassis, de Châteaulin), elle est en forme de croix latine et de style néogothique. Le baptistère, daté de la fin du XVIIe siècle, surmonté d'un dôme, provient de l'église Saint-Pierre, ainsi que la plupart des statues dont la plus remarquable est une statue en pierre du Couronnement de la Vierge, datée du XVe siècle ou du XVIe siècle, et de style médiéval. Elle renferme aussi des statues de sainte Barbe, saint André, saint Sébastien, sainte Catherine d'Alexandrie, saint Yves, saint Herbot, saint Philibert[47]. Le chœur polygonal est orné d'une maîtresse vitre représentant la Nativité, la Crucifixion et la Cène réalisée en 1934[55].
  - Le calvaire du cimetière[56] date du XVIe siècle et provient du "Vieux bourg". il porte des statues représentant une Crucifixion, les deux Larrons et une statue géminée représentant d'un côté saint Pierre et de l'autre une Vierge à l'Enfant. Le chœur polygonal est orné d'une maîtresse vitre représentant la Nativité, la Crucifixion et la Cène réalisée en 1934.
  - La chapelle funéraire du cimetière correspond au porche (daté de 1621) de l'ancienne église Saint-Pierre du "Vieux bourg", lui aussi transféré et réaménagé vers 1878. La famille Conen de Saint Luc prit à sa charge les frais de transfert. De style Renaissance, la façade est bordée de deux lanternons[48].
- Le manoir du Bot'est à l'inventaire du patrimoine culturel de Bretagne. L'existence de la chapelle est attestée dès 1774 mais l'actuelle a été reconstruite vers 1845.

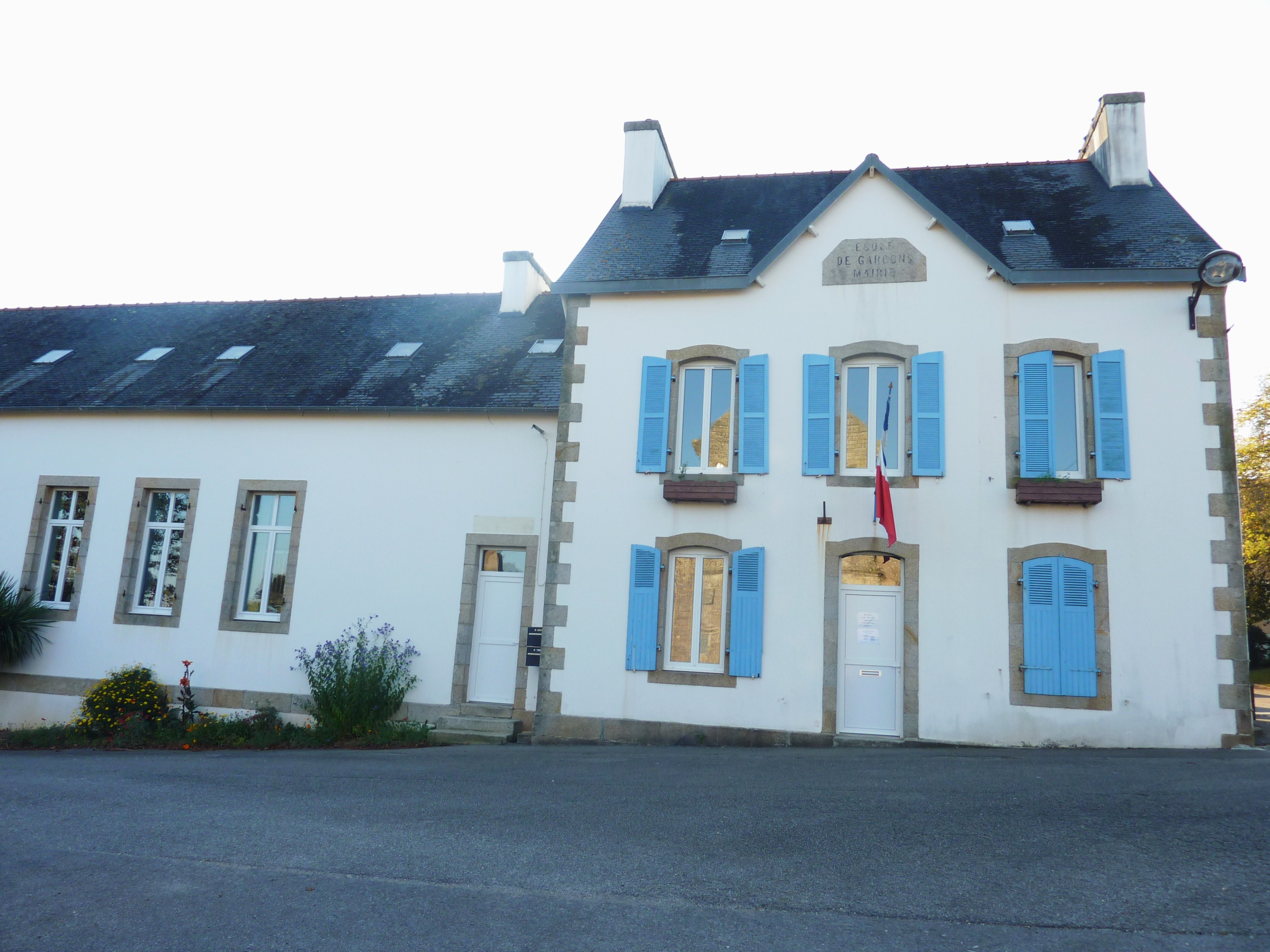
Quimerch : l'école des garçons-mairie
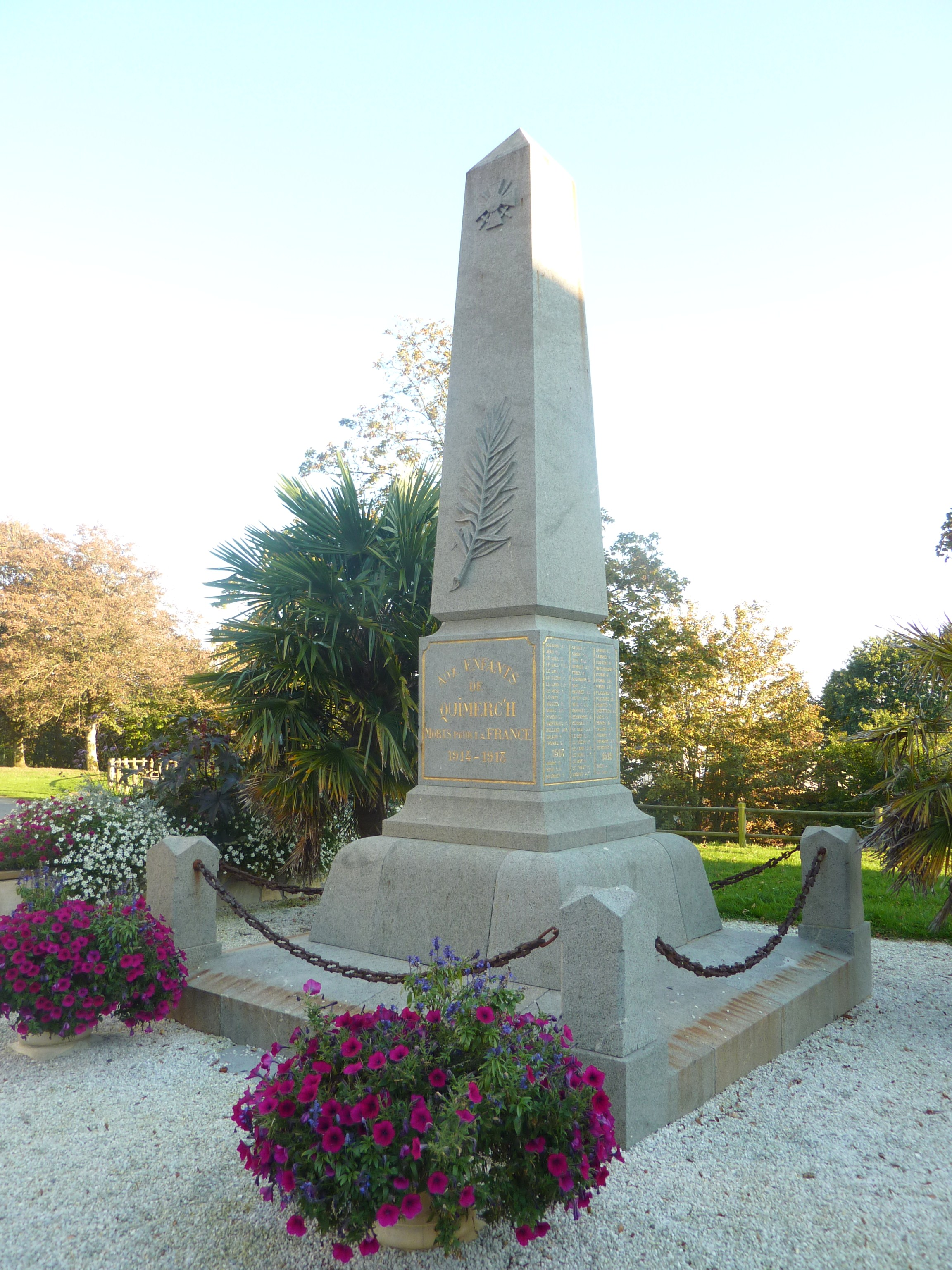
Quimerch : le monument aux morts
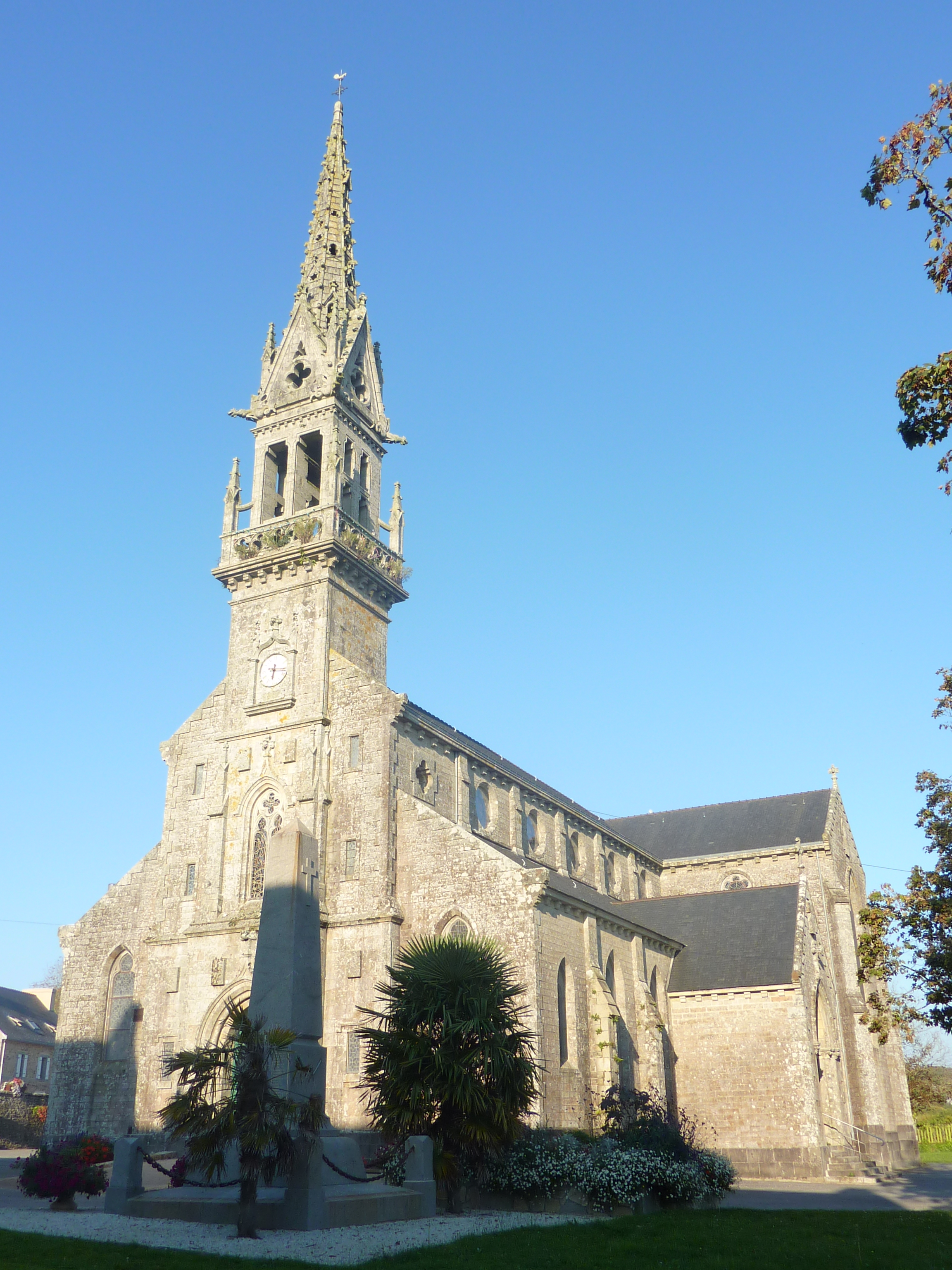
L'église paroissiale du Sacré-Cœur
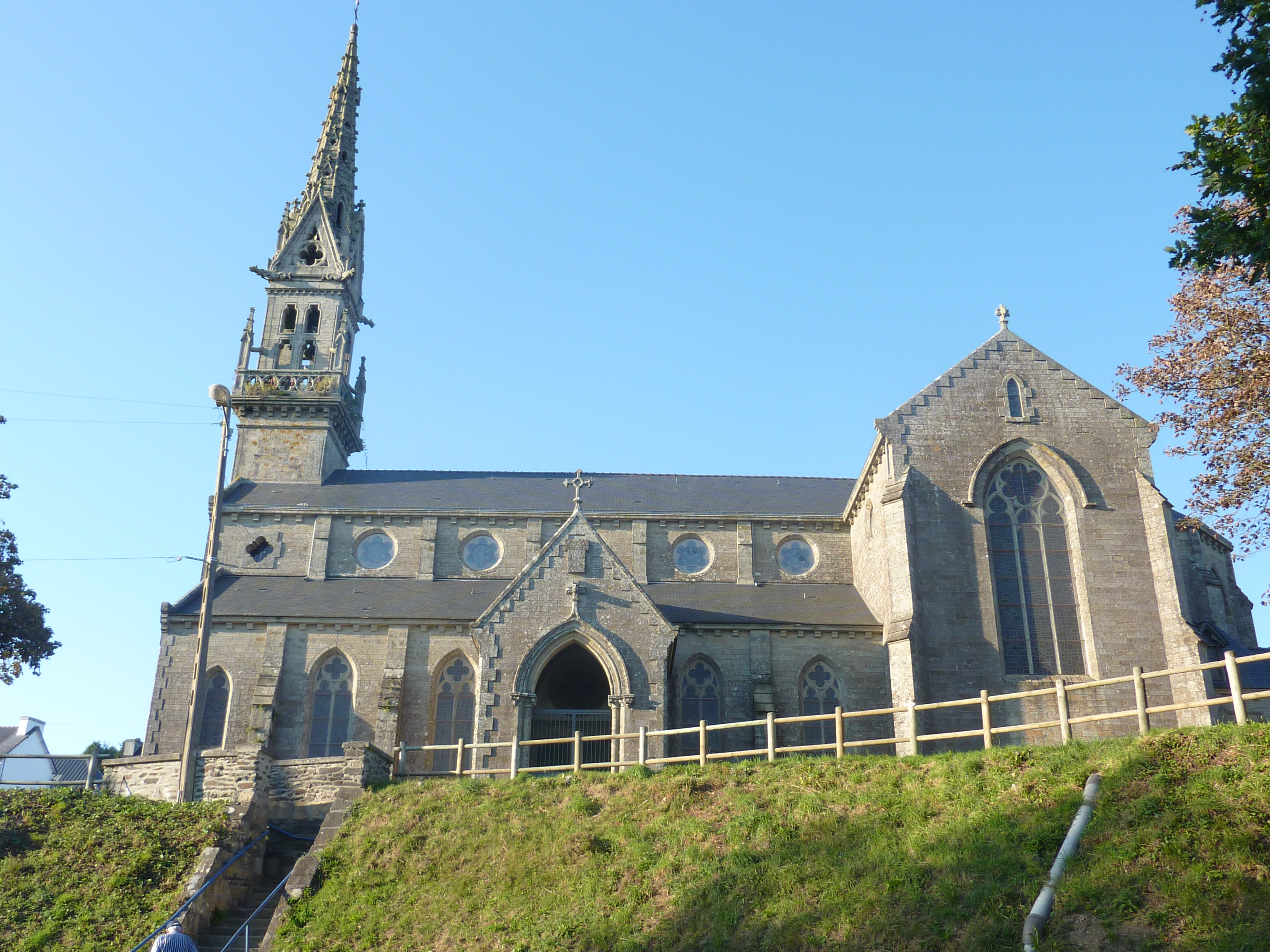
Quimerch : l'église paroissiale vue du sud
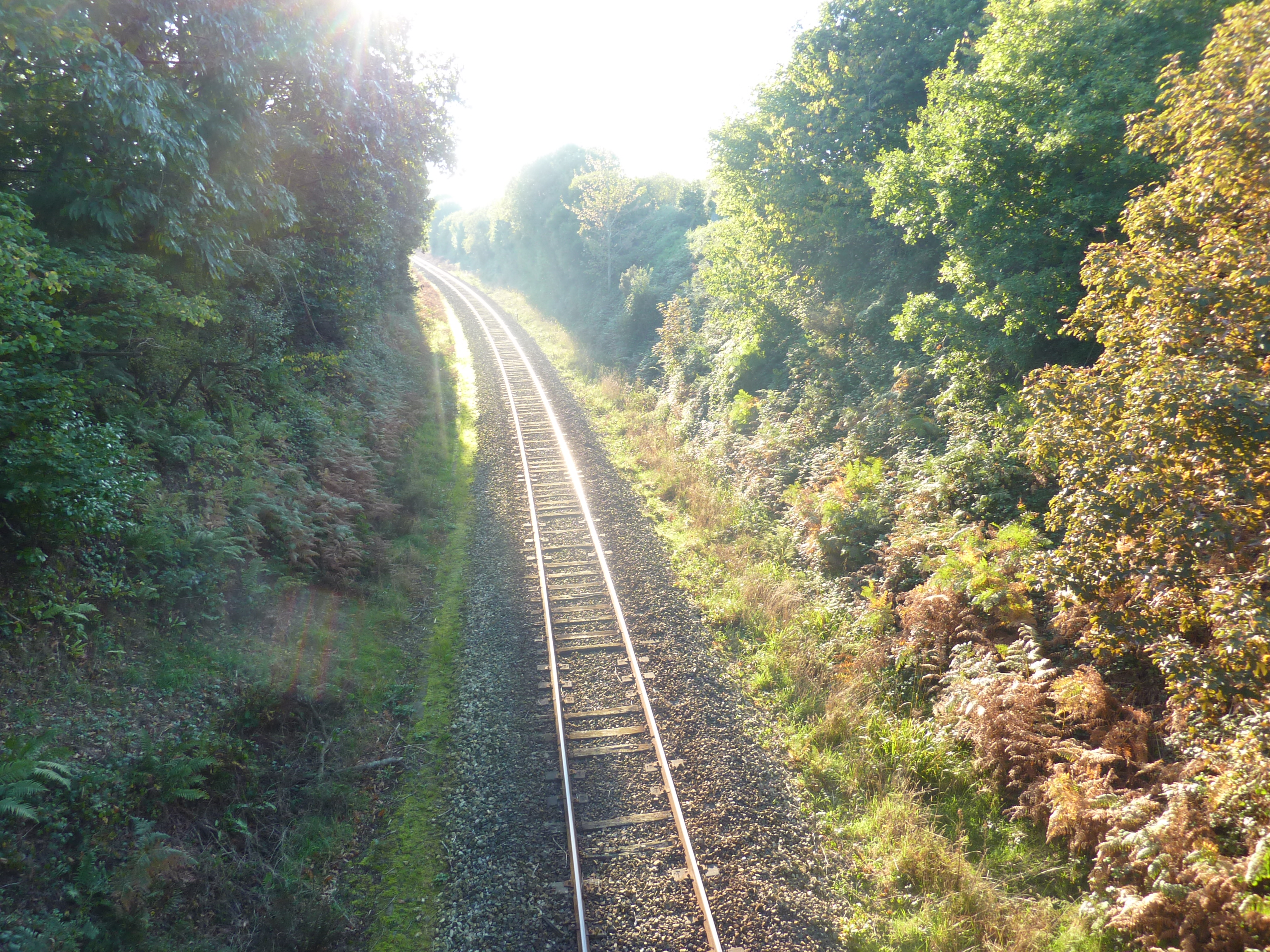
Quimerch : la voie ferrée Quimper-Landerneau en tranchée dans le bourg de Quimerch
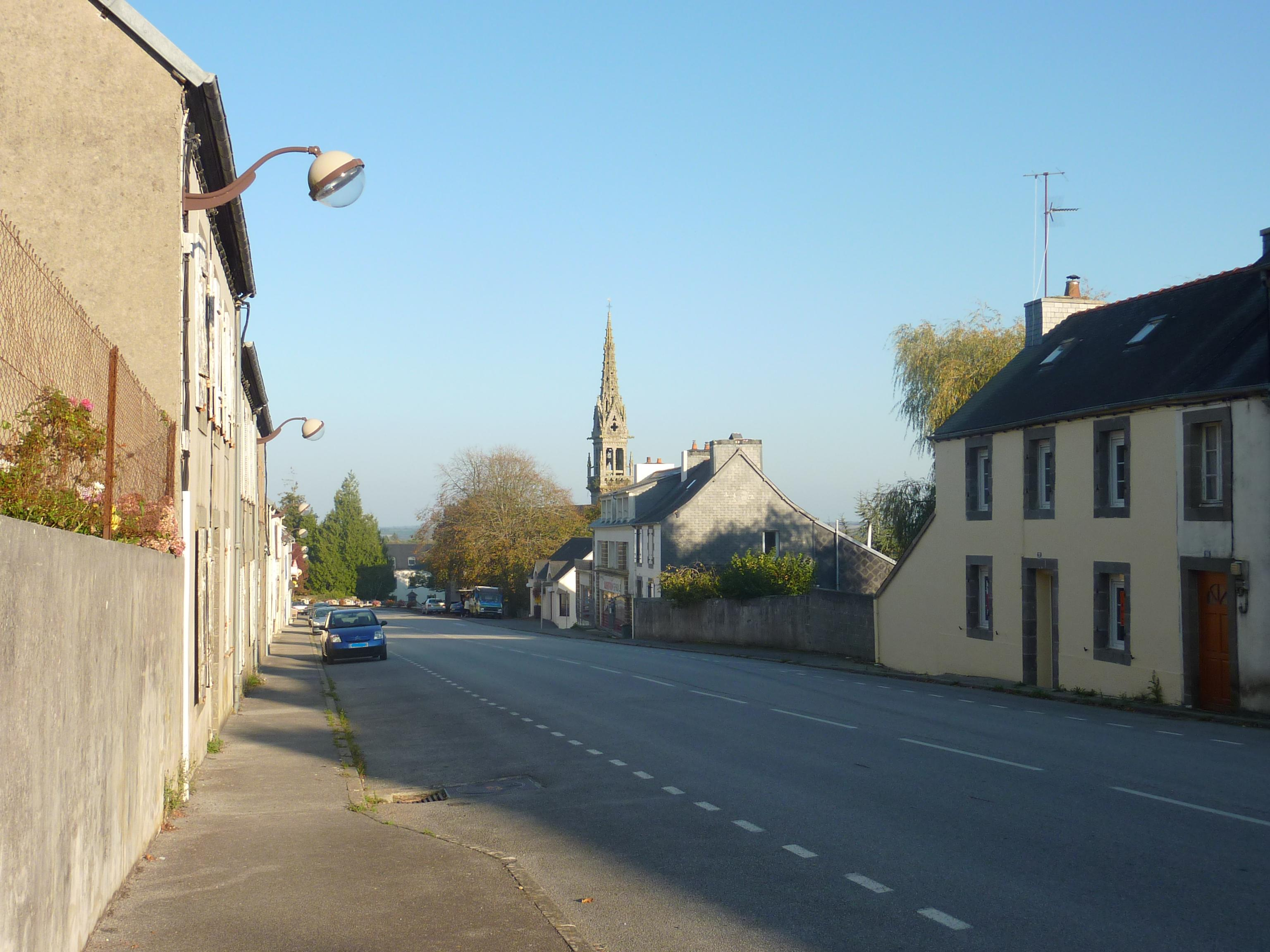
Quimerch : l'ancienne route nationale 165 Nantes-Quimper-Brest

## Littérature
- Gustave Toudouze évoque à plusieurs reprises Quimerch dans son roman Le mystère de la chauve-souris publié en 1900[57].
- Hervé Gourmelon, Quatre victimes de la Terreur à Quimerc'h en 1794, Imprimerie Dieppoise, 169 p., 1990.

## Peinture
- Vincent Vidal a peint en 1843 Jeunes filles de Quimerch priant.

## Croyances populaires
Henri Cevaer rapporte ces deux croyances populaires concernant Quimerc'h :
- La chandelle des morts : « J'ai entendu dire que quand quelqu'un mourait dans le village, vers minuit, on voyait deux chandelles de résine allumées faire le tour du village. »
- Consultation par la croix : « Près de chez moi il y a une fontaine près de laquelle se tient un petit pardon tous les ans, et ceux qui vont au pardon doivent jeter une croix dans la fontaine, et si la croix va au fond, celui qui l'a jetée mourra dans l'année »[58]. Anatole Le Braz, dans La légende de la mort en Basse-bretagne y fait aussi allusion, précisant que ce rite se pratique à la chapelle Saint-Léger de façon courante les jours de pardon et qu'« on est d'autant plus menacé que la croix s'enfonce plus rapidement. »

## Personnalités liées à la commune
- Famille du Bot (voir manoir du Bot, ci-dessus)
- Famille Conen de Saint-Luc
- Albert Louppe
- Catherine Lagatu
- Gérard Bouguyon (né en 1935 à Quimaerc'h et mort en 2016), rugbyman international.